# Chilmari
Chilmari è un sottodistretto (upazila) del Bangladesh situato nel distretto di Kurigram, divisione di Rangpur. Si estende su una superficie di 224,97 km² e conta una popolazione di 122.841 abitanti (censimento 2011).